# Đồng Việt
Đồng Việt is een xã in huyện Yên Dũng, een district in de Vietnamese provincie Bắc Giang.
Đồng Việt ligt op de westelijke oever van de Thương.